# ديد سبيس 3
ديد سبيس 3 (بالإنجليزية: Dead Space 3)‏ هي لعبة فيديو من نوع رعب بقاء وتصويب من منظور الشخص الثالث تم تطويرها بواسطة أستوديو فيسكرال جيمز التابع لشركة إلكترونيك آرتس، تم الإعلان عنها في معرض الترفيه الإلكتروني 2012. وهي تكملة لقصة الجزئين الأول والثاني من السلسلة ديد سبيس وديد سبيس 2. تقع أحداث اللعبة في كوكب متجمد حيث بطل القصة آيزك كلارك والرقيب جون كارفر يحاولان القضاء على النيكرومورف (Necromorph) نهائياً.

## قصة
يبدأ هذا الجزء قبل 200 عام من أحداث الأجزاء السابقة بحيث يدور على كوكب Tau Volantis المغطى بالثلج حول قاعدة عسكرية تدعى SCAF والتي تسعى لإرجاع جسم غامض يدعى المخطوطة، بحيث ذهب جنديين لإعادة هذا الجسم وهم Tim Kaufman و Sam Ackerman وهذه المخطوطة تعود للدكتور Earl Serrano , وفي الطريق يتم مهاجمتهم من قبل وحوش Necromorphs ولكن يموت Ackerman في انهيار جليدي ويظل الجندى الأخر Kaufman بمفرده في هذه الرحلة حتى يصل إلى المخطوطة ويحصل عليها ويعود إلى القاعة ليجد أن الجميع قد تم إعدامه ويجد قائده Mahad الذي يقوم بقتله بالمسدس بشكل مفاجئ ويقوم بمسح المخطوطة ثم يقتل نفسه.
بعد ذلك تنتقل اللعبة بعد 200 عام وهو الوقت الحاضر للسلسلة بحيث نجد أن إسحاق كلارك يعيش في سرية على مستعمرة قمرية منذ شهرين من أحداث الجزء الثانى والذي دمر فيها العلامة وهرب مع Ellie Langford الذي أحبها وانفصلوا لهذه الفترة، ولكن يتم كشف مكانه من قبل النقيب Robert Norton والعريف John Carver والذين يحتاجون إلى مساعدته في إيجاد حبيبته Ellie وفريقها الذي تعرض للهجوم من قبل جنود Unitologist , كما تم إسقاط الكنيسة من قبل القائد Jacob Danik لجنود Unitologist والذي يقوم بتنشيط علامة على متن هذه المستعمرة، مما يجعل الثلاثة يسرعون في البحث عن الفتاة وفريقها ويهربون في مكوك فضاء.
ويقوم العقيد Norton بتتبع إرسال يوصله إلى مستعمرة على كوكب Tau Volantis المجمد والمدمر من 200 عام والمليء بوحوش Necromorph , ولكن بسبب تواجد ألغام في الفضاء على حدود هذا الكوكب يتم تدمير المكوك وينفصل الفريق ويشتت، ولكن يبحث إسحاق عن حبيبته على الكوكب المجمد، ليجدوالقائد Jacob Danik قد تتبعهم وأن العقيد Norton خائن بسبب الحرب الرومانسية على إيلى ولكن يضطر إسحاق لقتله دفاعا عن النفس، ومن ثم يقوم إسحاق بمساعدة إيلى في إعادة المخطوطة وتكوين جسم كائن فضائي يدعى روزيتا حتى يكتشف أن كوكب Tau Volantis هو بيت العلامة وأن هناك ماكينة تقوم بإيقاف العلامة.
ومن هنا يقرر إسحاق والفريق أن يهبطوا أسفل الكوكب ليعيدوا بناء هذه الماكينة وإيقاف العلامة، ولكن يتدخل القائد Jacob Danik وجنوده ويحصلون على المخطوطة ويحاولون قتل الفريق ولكن يهرب إسحاق وجون ويترك خلفه حبيبته إيلى الذي يعتقد بأنها ماتت، ويقوم إسحاق وجون بأتباع القائد لإعادة المخطوطة التي تعتبر مفتاح لإيقاف العلامة، وبعد محاولات يستطيع الاثنين من إعادة المخطوطة والتوجه بها إلي الماكينة لإيقاف العلامة ولكنه يكتشف أن حبيبته إيلي على قيد الحياة وفي حوزة القائد Jacob Danik والذي يجبره على إعطاءه المخطوطة حتى يفتح حاجز العلامة، ومن هنا يظهر وحش عملاق جدا وعلى إسحاق وجون مواجهته وتهرب إيلى حتى يقوم إسحاق بتدمير الماركر والنيكرومورف نهائياً، ثم يسحب إلى الفضاء الخارجي مع كارفر. تشاهد إيلي تدمير الماركر والنيكرومورف من الفضاء داخل سفينتها ثم تحاول الأتصال بإسحاق وكارفر لكن دون رد من الأثنان، ثم توجه سفينتها وهي تدمع بأتجاه الأرض.
بعد مرور أسماء العاملين على اللعبة، يظهر مشهد يسمع فيه صوت إسحاق وهو يتصل بإيلي ثم يتنهي المشهد.

## التطوير
عندما نتحدث عن مراحل تطوير اللعبة سنبدأ بالفيديو الذي طرحه موقع (IGN) ويتحدث فيه عن تطوير الجزء الثالث من الفضاء الميت وهي الأخبار التي تم تسريبها من داخل شركة (Visceral Games) المطورة، وفي 7 مايو 2012 تم الإعلان عن اللعبة بشكل رسمي وأنها ستصدر في مارس 2013 , كما تم الكشف عن جزء صغير من قصة اللعبة مع بعض الصور المثيرة ومن ثم ظهرت اللعبة في معرض (E3 2012) وتم تحديد فبراير 2013 كموعد نهائي لصدور اللعبة.

## أسلوب اللعبة
ها نحن نعود مع جزء ثالث مع أقوى ألعاب الرعب المستقبلية والتي تدور في الفضاء وعلى كواكب متعددة، ولكن هذه المرة سوف نعود إلى كوكب الأرض الذي سيتم تدميره بسبب العلامة التي لا تنتهي أبدا، فبعد تدمير العلامة في الجزء السابق سوف يعانى إسحاق كلارك من وجود العلامة الأخرى التي بالأرض والتي ستحول البشر إلى وحوش دامية ومخلوقات مرعبة ومخيفة جدا، فمن شكك للحظة أن اللعبة بعدت عن الرعب فهو مخطئ فاللعبة تحاول الحفاظ على نسقها في الرعب وتحاول جعله أكثر في الفزع والرعب، كما أن اللعبة احتفظت بنفس أسلوبها السابق وهذا يعتبر أفضل لها حتى نستمتع باللعبة كما هي، فقد شهدنا ألعاب كثيرة قامت بتغير الأسلوب وفشلت بعد ذلك وكان منها الشر المقيم التي تحولت من رعب وهروب إلى أكشن ومواجهات.
لعبة الفضاء الميت في جزئها الثالث تعتمد على نفس الأسلوب السابق ولكن مع بعض الإضافات الجديدة التي تفيد اللاعب وتعطى متعة في اللعبة وتجعلها أفضل، فاللعبة ستعتمد كما هي على منظور الشخص الثالث والتي تظهر معظم جسد الشخصية، وعندما يقوم بالتصويب تظهر الكاميرا من خلف الكتف الأيمن والأسلحة تعتمد على نقطة للتصويب أو نقاط حسب السلاح وتعتبر هذه النقاط كأشعة ليزر وهي قوية جدا لتحديد الأهداف وتجعلك تصوب عليهم بسهولة وتقتلهم، وفي هذا الجزء سوف نستمتع بأسلحتنا التي اعتدنا عليها مع تواجد أسلحة جديدة ورائعة جدا، فالمشكلة لن تكون في الأسلحة والتصويب ولكن ستكون في الأعداء التي اختلفت في قتلها وقوتها، فسوف نشهد أعداء سريعة وقوية جدا وتهاجمك على غفلة وأيضا سوف نشهد أعداء بشرية وهم جنود Unitologist الذين يعترضون طريقنا في اللعبة حتى لا ندمر العلامة.
اللعبة اختفت منها الخريطة من الجزء الثانى ويعتبر هذا ليس شيء سيئ فالخريطة لم تكن مفيدة بقدر كبير أو مهمة، فمعرفة الطريق كانت سهلة وهناك أداء رائعة جدا توجهنا للطريق وبمجرد الضغط على الزر الخاص بها نجد شعاع من الليزر يسير على الأرض ويعرفك الطريق الذي تتوجه إليه وهذا ما سنشهده في الجزء الجديد، كما أن البطل سيكون خلف كتفه مؤشر يدل على معدل الأكسجين ومتى ينتهى وهذا في حالة أن البطل خرج لمكان ليس فيه غلاف جوى، وسيكون خط الصحة كما هو خلف الظهر مع تطوير البدلة التي يرتديها وشراء الأدوات من المتجر وتحديث الأسلحة كما هو بعقود الطاقة التي تبحث عنها في اللعبة، كما تحتفظ اللعبة بنفس أسلوبها في تحطيم الصناديق للحصول على الذخيرة منها وذلك بالضرب بالقدم أو بظهر السلاح وهذه الحركات يمكن تأديتها مع بعض الوحوش عند نفاذ الذخيرة.
اللعبة أيضا سيكون فيها زر للمراوغة التي ستكون مفيدة جدا في اللعبة وخاصة مع مواجهة الوحوش العملاقة التي ستواجهها وتطر إلى مراوغتها حتى لا تستطيع ضربك، كما إضافة الشركة خاصية التغطية الفريدة من نوعها في عالم الألعاب، فنظام التغطية في الفضاء الميت ليس كأي تغطية أخرى فلن يكون هناك زر خاص بنظام التغطية حتى تذهب إلى أي جسم صلب وتغط زر التغطية، ولكن التغطية ستكون تلقائية للبطل فبمجرد أن تذهب إلى أي جسم صلب سوف يقوم البطل تلقائيا بالتغطية، وهذه المرة التغطية لن تجعل ظهره للتغطية حتى يكون مختبئ بشكل كامل بل ستكون عكس ذلك فسوف يقوم بالانحناء قليلا ويكون وجهه للتغطية حتى يستطيع التصويب على الأعداء البشرية التي تقاتل بالأسلحة، والتغطية في هذا الجزء مفيدة جدا حتى تحميك من أسلحة الأعداء النارية والتي تسبب أضرار كثيرة، كما ستكون مفيدة في مواجهة بعض الوحوش.
اللعبة سوف تعتمد على قائمة الجرد كما هي والتي يمكن تزويد خانتها بعد ذلك من خلال ترقية البدلة، كما ستستمر طاقة تبطئ الأشياء وطاقة سحب ودفع الأشياء التي أعتدنا عليها في الأجزاء السابقة والتي تمثل ألغاز للعبة أو أحد الطرق الأساسية للتقدم في اللعبة، وتم إضافة نقاط الحفظ التلقائية في اللعبة والتي سوف تجعل اللعبة تحفظ بشكل ذاتي بعد كل فترة، وستظل بيئات اللعبة كما هي مظلمة ومرعبة جدا وتشابه الأجزاء السابقة في نفس نظام الأبواب والغرف التي تعتمد كلها على التكنولوجبا الحديثة، كما سنلعب في بيئات ثلجية ومغطاة بالثلج مثل بداية اللعبة واللعب بشخصية جديدة جدا تشق طريقها في الثلج ليموت بنهاية مقدمة اللعبة.
اللعبة أيضا تحمل لنا نمط جديد وهو نمط التعاونى الذي أعلنت عنه الشركة في معرض E3 الذي عرض لنا فيديو لطريقة اللعبة في التعاوني، ويمثل هذا النمط متعة حقيقية وقوية جدا في هذا الجزء والذي يدفع الأصدقاء لتجربة اللعبة وعيش الرعب سويا، فنمط اللعبة التعاونى سوف يعرض لنا قصة اللعبة ويستوضح لنا بعض الأشياء وذلك بسبب تواجد شخصيتين في اللعب التعاونى الأول هو إسحاق كلارك والثاني العريف جون، وكل شخص له أسلوب خاص به ويري أشياء لا يراها الأخر وهذا بسبب أن كل شخصية تشق طريقها بشكل مختلف، كما سيقوم كل لاعب بحماية صديقه والدفاع عنه وستكون هناك بعض الحالات الاستثنائية لشخصية جون الذي يتعرض لحالة نفسية ويقع تحت ضغوط العلامة وفي هذه الحالة سيكون إسحاق مضطر للدفاع عنه.

## الرسومات
تم تطوير السلسلة كاملة من قبل استوديوهات Visceral Games التابعة للشركة المشهورة والناشرة للعبة EA , بحيث تستخدم الاستوديوهات في التطوير محرك Visceral Engine المسمى على أسم الشركة والذي تم العمل عليه على السلسلة بأكملها، وقد شهدنا في الأجزاء السابقة روعة في رسومات اللعبة والتي كانت تظهر بشكل مميز جدا حتى في الشخصيات، وبالفعل الشركة تنجح في هذا الجزء والذي تقدم فيه رسومات رائعة جدا تتناسب مع بيئات اللعبة المجسدة بشكل جيد جدا ومع البيئات الثلجية التي تشعرك بأنها واقعية جدا، مع تجسيد الشخصيات الذي يظهر بشكل رائع مثل السابق فشخصية إسحاق لم تتغير كثيرا، أما بالنسبة للوحوش فتجسدهم قوى جدا ويدل على الفزع والرعب الذي يظهر في أجسامهم أو وجهم القبيحة التي ترعب اللاعبين.

## الأصوات
أكثر ما يميز ألعاب الرعب هي الأصوات والموسيقي المصاحبة لها ولعبة الفضاء الميت واحدة من هذه الألعاب التي اعتمدت على عنصر المفاجئة والأصوات المرعبة والمفزعة، فأولا قد قام فريق التمثيل بتأدية الأصوات بشكل ممتاز جدا ويتأثرون بمواقف اللعبة المخيفة والمفزعة، وأيضا أصوات البيئة تظهر بشكل رائع من رياح وطلقات نارية وأصوات أخرى مخيفة ترعب اللاعبين مع أصوات الوحوش المخيفة جدا والتي توتر اللاعبين في القتال، أيضا اللعبة تتميز بموسيقي تصويرية رهيبة جدا تشعرنا بالتوتر والخوف طوال الرعب وخاصة مع مواجهة الوحوش أو عندما يفاجئونك ستجد أن اللاعب بنفسه يفزع منه فما بالكم عندما نلعب به ويرعبنا بأصواته وشعوره بالخوف والرعب.

## الاستقبال
حصلت ديد سبيس 3 على مراجعات إيجابية بشكل عام، على موقع ميتاكريتيك حصلت اللعبة على مجموع 100/79 لنسخة الأكس بوكس 360 و100/80 لنسخة البلي ستيشن 3. جيم إنفورمل أعطى اللعبة 10/9.8 وصافاً إيها واحدة من أفضل ألعاب هذا الجيل. موقع ign أعطى اللعبة 100/7.8 ومدح نظام القتال والأصوات وبيئة اللعبة لكنه انتقد القصة التي وصفها ب«القهرية» كما انتقد المهمات التي وصفها ب«غير المثيرة» وكثرة التكرار فيها.

## روابط خارجية
- ديد سبيس 3 على موقع IMDb (الإنجليزية)